# 319

## Esdeveniments
- L'emperador Constantí prohibeix la separació de families d'esclaus en canviar de propietari.

- Arri viatja a Nicomèdia per invitació d'Eusebi, després ser acusat d'heretgia i condemnat pel Patriarca d'Alexandria, Alexandre d'Alexandria, originant la controvèrsia arriana.
- A l'Índia, Chandragupta I succeeix al seu pare Ghatotkacha com a regent de l'Imperi Gupta.

## Naixements
Bassià, religiós i sant italià, primer bisbe de Lodi.

## Necrològiques
- Heraclea Pontica (Bitínia): Sant Teodor el General, màrtir.
- Ghatotkacha, emperador indi.